# Pắc Ta
Pắc Ta là một xã thuộc huyện Tân Uyên, tỉnh Lai Châu, Việt Nam.
Xã Pắc Ta có diện tích 96,64 km², dân số năm 1999 là 3623 người, mật độ dân số đạt 37 người/km².